# Stephanie Breitner
Stephanie Breitner (* 25. September 1992 in Heidelberg) ist eine deutsche Fußballspielerin. Seit Februar 2025 ist sie Vertragsspielerin der Frauenfußballmannschaft des SSC Neapel.

## Karriere

### Vereine
Stephanie Breitner ist in Mühlhausen bei Heidelberg aufgewachsen und begann hier beim 1. FC Mühlhausen, wo sie schon in der F-Jugend mit den Jungs zusammen auf dem Platz stand, mit dem Fußball spielen. Im Jahre 2000 wechselte sie als D-Juniorin in die reine Mädchen-Mannschaft der neu gegründeten Spielgemeinschaft (SG) 1. FC Mühlhausen / VfB St. Leon.
Hier spielte sie sieben Jahre lang, bevor sich die Spielgemeinschaft im Jahre 2007 auflöste und alle Mannschaften in die TSG 1899 Hoffenheim eingegliedert wurden.
Hier spielte sie zuerst bei den B-Juniorinnen und kam auch zu gelegentlichen Einsätzen im Frauen-Team, das in der Oberliga Baden-Württemberg spielte. In der Saison 2009/10 spielte sie mit der ersten Mannschaft in der drittklassigen Regionalliga Süd und schaffte den direkten „Durchmarsch“ in die 2. Bundesliga. Hier gab sie am 15. August 2010 im Heimspiel gegen den VfL Sindelfingen ihr Debüt in der 2. Bundesliga als sie in der Startelf stand. Ihr erstes Tor in der 2. Bundesliga konnte sie am 31. Oktober 2010 im Auswärtsspiel beim TSV Crailsheim erzielen, als sie in der 32. Spielminute zum 0:1 traf. Nach drei Spielzeiten in der 2. Bundesliga erreichte sie mit ihrem Team am Ende der Saison 2012/13 den Aufstieg in die Bundesliga.
Dort gab sie ihr Debüt am 8. September 2013 im Heimspiel gegen den VfL Sindelfingen, als sie für Theresa Betz in der 86. Spielminute eingewechselt wurde.
Am 9. Mai 2018 unterschrieb sie einen Vertrag beim damals amtierenden Italienischen Meister AC Florenz. Ihren Vertrag hatte sie im Juli 2024 bis zum Sommer 2025 verlängert. Doch schon im Februar 2025 wurde sie vom SSC Neapel verpflichtet.

### Nationalmannschaft
Am 9. Mai 2008 bestritt sie ihr erstes von zwei Länderspielen für die U16-Nationalmannschaft bei der Teilnahme am Vier-Länder-Turnier in Schweden. Im gleichen Jahr, am 16. September, gab sie ihr Debüt in der U17-Nationalmannschaft.

## Erfolge
Nationalmannschaft
- U17-Europameister 2009

TSG 1899 Hoffenheim
- Meister 2. Bundesliga Süd 2013 und Aufstieg in die Bundesliga
- Meister Regionalliga Süd 2010 und Aufstieg in die 2. Bundesliga